# Ero lata
Ero lata är en spindelart som beskrevs av Eugen von Keyserling 1891. Ero lata ingår i släktet Ero och familjen kaparspindlar. Inga underarter finns listade i Catalogue of Life.